# Dmitrij Sztyepanovics Bortnyanszkij
Dmitrij Sztyepanovics Bortnyanszkij (Gluhiv, Szumi terület 1751. október 28. – Szentpétervár, 1825. október 10.) ukrán zeneszerző, zenepedagógus és karnagy. Nagy hatással volt a német egyházi zenére.

## Élete
Nyolc éves korában már énekelt a szentpétervári udvari kórusban, melyet Baldassare Galuppi olasz zeneszerző vezetett 1765 és 1768 között. A tehetséges fiatalembert zeneszerzésre tanította. 1769-ben Bortnyanszkij II. Katalin orosz cárnő ösztöndíjával Itáliába utazott Galuppival. Velencében, Bolognában, Nápolyban és Rómában tanult. Olasz librettókhoz írt operákat. A Creontet 1776-ban komponálta, az  Alcidest 1778-ban mutatták be nagy sikerrel Velencében, a Quinto Fabiót 1779-ben Modenában. Sikereiről Szentpéterváron is hallottak, és hazahívták. 
1779-ben tért vissza Szentpétervárra. A Le Faucon vígoperáját 1786-ban mutatták be Gatcsinában. 1796-ban I. Pál orosz cár megbízta az udvari énekkar vezetésével, és városi tanácsos címet adományozott a zeneszerzőnek. 1814-ben felkérték, hogy írja meg az Aranyszájú Szent János liturgiájának az orosz ortodox istentisztelethez illő változatát, és amelyet hivatalosan is elfogadtak az Orosz Birodalomban. 
Bortnyanszkij merített az ukrán népdalkincsből és kórushagyományokból. Az operákon kívül motettákat, kantátákat, egyházzenei műveket komponált, de kamarazenét és zongora szonátákat is szerzett. 1882-ben Csajkovszkij adta ki 10 kötetben egyházzenei kompozícióit. A Szmolenszki temetőben helyezték örök nyugalomra, később a Tyihvini  temetőbe vitték át földi maradványait. 